# Rachunia cymbiformis
Rachunia cymbiformis ist die einzige Art der monotypischen Pflanzengattung Rachunia innerhalb der Familie der Gesneriengewächse (Gesneriaceae). Sie ist ein Endemit in Zentralthailand.

## Beschreibung

### Erscheinungsbild und Blatt
Rachunia cymbiformis wächst terrestrisch als immergrüne, ausdauernde krautige Pflanze und erreicht Wuchshöhen von 20 bis 40 Zentimetern. Der an der Pflanzenbasis liegende Stängelteil ist nicht fleischig und entlang des Stängels werden Wurzeln gebildet. Der Stängel ist dicht mit bis zu 3 Millimeter langen Trichomen behaart und verkahlt später, an älteren Exemplaren ist er kahl.
Die gegenständig am Stängel angeordneten Laubblätter sind in Blattstiel sowie -spreite gegliedert. Der dicht lang golden-braun behaarte Blattstiel ist 1,3 bis 1,9 Zentimeter lang. Die einfache Blattspreite ist bei einer Länge von 6 bis 13,5 Zentimetern sowie einer Breite von 2,7 bis 5,3 Zentimetern 2,1- bis 3,6-mal länger als breit und elliptisch bis verkehrt-eiförmig, symmetrisch oder etwas sichelförmig gebogen, sie verschmälert sich in Richtung Spreitenbasis, die aber am untersten Ende gerundet ist und manchmal in den Blattstiel in auf beiden Blattseiten etwas unterschiedlichen Niveaus übergeht, und mit einem spitzen oberen Ende. Der Blattrand ist im unteren Bereich glatt und in der oberen Hälfte gesägt. Es liegt Fiedernervatur vor. Auf jeder Seite des Mittelnerv befinden sich sieben bis neun Seitennerven und es ist dazwischen Netznervatur erkennbar. Die Seitennerven sind mit golden-braunen Trichomen bedeckt und dazwischen ist die Blattfläche dichter behaart.

### Blütenstand und Blüte
Der seitenständige, 3 bis 10,1 Zentimeter lange Blütenstandsschaft ist spärlich bis dicht mit bei einer Länge von 1,2 bis 2,5 Millimetern relativ langen golden-braunen Trichomen behaart. Im einfachen dichasialen oder einmal mehr verzweigten, 5 bis 15 Zentimeter langen Blütenstand befinden 6 bis 14 Paare von Blüten. Die relativ großen, kahnförmigen Tragblätter sind grün und purpurfarben getönt, bei einer Länge von 9 bis 11 Millimetern sowie einer Breite von 4,5 bis 8 Millimetern eiförmig bis elliptisch mit zugespitztem oberen Ende und spärlich bis dicht mit relativ langen golden-braunen Trichomen behaart. Der kahle Blütenstiel weist eine Länge von 8 bis 13,5 Millimetern auf.
Die zwittrigen Blüten sind zygomorph fünfzählig mit doppelter Blütenhülle. Die fünf Kelchblätter sind frei und überlappen sich deutlich dachziegelartig. Die purpurfarbenen, kahlen Kelchblätter sind bei einer Länge von 4,8 bis 5,5 Millimetern sowie einer Breite von 1,4 bis 2,2 Zentimetern elliptisch und ganzrandig mit spitzem oberen Ende. Die fünf Kronblätter sind zu einer zygomorphen, glockenförmigen zweilippigen Blütenkrone verwachsen. Die weißliche Kronröhre ist bei einer Länge etwa 4,5 Millimetern relativ kurz und spärlich mit langen Trichomen in unteren Hälfte auf der Kronröhreninnenseite behaart. Die Kronröhre verbreitert sich zum Kronschlund. Die Kronröhre ist viel kürzer als der Kronsaum. Der ausgebreiteter Kronsaum ist zweilippig mit insgesamt fünf Kronlappen. Alle fünf Kronlappen sind kreisförmig und hell-purpurfarben und außen kahl. Die Kronoberlippe endet in zwei Kronlappen; ihre sind an der Basis weißlich. Die Kronunterlippe ist etwa 5 Zentimeter lang und endet in drei Kronlappen; ihr Mittellappen zeigt nach unten und ist etwa 4,5 Millimeter lang sowie etwa 4,5 Millimeter breit; ihre Seitenlappen sind etwa 4,5 Millimeter lang sowie etwa 5 Millimeter breit.
Es sind nur zwei fertile Staubblätter vorhanden. Die Staubfäden sind nahe der Basis, etwa 1,2 Millimeter von ihr entfernt, an der Innenseite der Kronröhre inseriert. Die beiden kahlen, weißen Staubfäden sind im oberen Bereich verdickt und insgesamt stark gekrümmt. Das obere Ende zeigt mit dem Staubbeutel in Richtung des oberen Endes der Kronröhre. Die Flächen der basifixen Staubbeutel zeigen zueinander und sind  etwa 1,1 Millimeter lang sowie etwa 2,7 Millimeter breit. Die Theken berühren sich an ihrem oberen Ende öffnen sich mit einem Längsschlitz. Es sind drei Staminodien vorhanden; das mittlere ist meist etwa 3 Millimetern kürzer als die etwa 6 Millimeter lang seitlichen. Der Nektardiskus ist bei einer Höhe von nur etwa 0,2 Millimeter ringförmig und ganzrandig. Der Stempel ist weiß. Der kahle, oberständige, einkammerige Fruchtknoten ist etwa 3 Millimeter lang. Es sind gleich große zwei parietale Plazenten vorhanden. Der kahle, schlanke Griffel ist etwa 7 Millimeter lang und in einer keulenförmigen Narbe.

### Frucht und Samen
Die Kapselfrucht befindet sich orthokarp auf dem Fruchtstiel, also gerade. Die bei einer Länge von 4 bis 6 Zentimetern sowie bei einem Durchmesser von 1,2 bis 1,5 Millimetern relativ lange, schmale Kapselfrucht öffnet sich vermutlich wie den anderen Didymocarpinae fachspaltig = lokulizid, aber die Autoren der Erstbeschreibung haben nur unreife Früchte gesehen. Die bei einem Durchmesser von etwa 0,2 Millimetern kugeligen Samen sind winzig.

## Vorkommen
Rachunia cymbiformis ist nach bisherigen Kenntnisstand ein Endemit im westlichen Teil Zentralthailands.
Rachunia cymbiformis ist bisher nur vom Typusfundort in Ban E Tong im Verwaltungs-Distrikt Amphoe Thong Pha Phum im nördlichen Teil der thailändischen Provinz Kanchanaburi nahe der Grenze zu Myanmar in einer Höhenlage von 900 Metern bekannt. Sie gedeiht am Hang im Schatten in einem feuchten immergrünen Wald.
Auf der thailändischen Seite ist dieser Wald stark degradiert, aber auf der anderen Seite der Grenze in Myanmar ist der Wald ausgedehnt. Das Forscherteam der Erstbeschreibung geht davon aus, dass es weitere Populationen, besonders in Myanmar gibt. Bei dieser Datenlage gibt es keine Bewertung der Gefährdung dieser Art entsprechend der IUCN-Kriterien.

## Systematik
Die Erstbeschreibung von Rachunia cymbiformis erfolgte im Dezember 2018 durch den britischen Botaniker David John Middleton, der in Thailand und weiteren Gebieten Südostasiens Pflanzenexemplare sammelt, in Rachunia cymbiformis, a new genus and species of Gesneriaceae from Thailand. In: Nordic Journal of Botany. Volume 36, Issue 11, 2018, e01992, S. 4; dabei wurde die Gattung Rachunia für diese Art aufgestellt. Als Autoren für die Gattung Rachunia werden David John Middleton und Carmen Puglisi genannt. Das Typusmaterial wurde am 3. November 2015 in Kanchanaburi, Thong Pha Phum, Ban E Tong in Thailand in der Nähe der Grenze mit Myanmar in einer Höhenlage von 900 Metern  gesammelt und mit der Herbarbelegbezeichnung „M. Poopath, J. Sae Wai, W. Kheiwbang and S. Jirakon 1370“ in den Herbarien BKF = Forest Herbarium Bangkok (Holotypus isotype:) SING = Singapore Herbarium (Isotypus) hinterlegt. Das Artepitheton cymbiformis bedeutet „gefäßartig“ und bezieht sich auf die kahnförmigen Tragblätter. Der botanische Gattungsname Rachunia ehrt den thailändischen Botaniker Rachun Pooma vom Forest Herbarium Bangkok (BKF), der sich Verdienste erwarb im Verständnis der Pflanzendiversität Thailands und der umgebenden Region.
Rachunia cymbiformis ist die einzige Art der Gattung Rachunia, die zur Subtribus Didymocarpinae aus der Tribus Trichosporeae in der Unterfamilie Didymocarpoideae innerhalb der Familie Gesneriaceae gehört.